# Derrick Alston
Pour les articles homonymes, voir Alston.
Derrick Alston, né le 20 août 1972, dans le Bronx, à New York, est un joueur américain de basket-ball. Il évolue durant sa carrière au poste d'ailier fort et de pivot.

## Palmarès
- MVP des playoffs de la Liga ACB 1998-1999
- Champion d'Espagne 1998, 1999
- Vainqueur de la Coupe Korać 1999
- Vainqueur de l'EuroChallenge 2006